# Jailhouse Rock
〈Jailhouse Rock〉은 제리 리버와 마이크 스톨러가 쓴 곡이다. 엘비스 프레슬리의 첫 히트곡으로 1957년 9월 24일 45 rpm 싱글로 RCA 빅터에서 피로되었으며, 곡과 동명의 장편영화 《제일하우스 록》에서 역시 피로된다.
《롤링 스톤》 선록 역사상 최고의 곡 500곡에서 67위 랭크. 로큰롤 명예의 전당 선록 로큰롤을 형성시킨 500곡으로 등재. 2004년 AFI 선록 영화주제가 100곡에서 21위 랭크. 게다 2016년 11월 27일 그래미 명예의 전당에 헌액되기로 결정되었다.
영화 《제일하우스 록》에서 이 곡이 흘러가는 신에서는 엘비스 당자와 일군의 남성 죄수들이 안무에 맞춰 춤을 선보이고 있다. 나중에 MGM의 갖은 뮤지컬 영화의 주제가 신을 한데 모아 편집한 1994년 다큐멘터리 《댓츠 엔터테인먼트! III》에서 이 신 역시 등장하고 있다. 영화판의 본 곡은 싱글판의 것과는 다른 것이, 기악 반주가 추가되어 있고, 또 음반의 것과는 보컬이 다르다.

## 등장인물 및 주제
본 곡에 등장한 인물들은 실제로 있었던 사람들이다. 쉬프티 헨리(Shifty Henry)는 실재한 유명 LA 음악인이고, 범죄자는 아니다. 퍼플 갱(The Purple Gang)은 진짜 갱단이었다. "새드 색(Sad Sack)"은 제2차 세계대전 적에 패전한 미군을 두고 부른 별칭이다. 이 별칭은 창명(創名) 후 만화 등장인물의 이름으로 써지기도 했다.
《롤링 스톤》의 한 기사에 따르자면, 리버와 스톨러는 "프레슬리의 세 번째 영화를 위한 주제가는 우스운 것으로 하기로 결정했다."면서 이어 적기를 "말하자면 코스터즈한테 납품했던 식의 익살맞은 멍텅구리 조의 곡처럼. 그치만 왕(엘비스)은 이 곡을 완전 로큰롤 식으로 소화해 버렸다. 가사에 담긴 농담을 고려해 가며 부르지 않고(예컨대 47번 재소자가 3번더러 "요 감옥에서 네가 제일로 깜찍해"하는 동성애 암시 같은 것을), 스코티 무어의 기타 솔로에 고함을 질러 쌓는데 어찌나 격정지기도 한지 테이크가 다 뭉개질 지경이다."고 했다.
이 곡의 "깜빵에서 이뤄지는 동성애에 대한 그 유명한 레퍼런스" 덕에 젠더 연구학자들에 의해 언급대상이 된 바 있으며, 음악평론가 게리 멀홀랜드는 "'Jailhouse Rock'은 일양 퀴어적인 가사를 갖고 있는데, 이것은 두 가지 의미(기괴한, 동성애적인)에 모두 마침맞다."고 쓴다. 더글러스 브로드는 《제일하우스 록》의 주제가 신에 대해서 "이 신이 검열을 통과했다는 것 자체가 놀랍다."고 썼다.

## 발매 형식 및 차트 성적
싱글의 경우 B면에다 〈Treat Me Nice〉를 취입시켜 발표, 미국에서 1위를 차지하고 그것을 1957년 가을 7주 동안 유지했다. 영국에서도 1위를 차지해 그것을 1958년 초까지 3주 동안 유지시켰다. 또한 본 음반은 영국에서 차트 진입 시 곧장 1위에 올라간 최초의 음반이었다. 그 밖에 미국 컨트리 차트에서도 1위, R&B 차트에서도 1위를 달성했다.
같은 해 1957년 〈Jailhouse Rock〉을 대표곡으로 삼은 《제일하우스 록》 사운드트랙 EP가 발매되었는데, 영화 삽입곡은 〈Treat Me Nice〉만 빼고 다 수록되어 있었다. 본 음반은 빌보드 EP 차트 1위를 달성하고, 2백만 장이 넘게 팔려서 RIAA에서 2중 플래티넘을 인정받았다.
2005년 영국에서 재판되어 1주 동안 1위에 가 있었다. 이로써 본 곡은 영국차트사에서 가장 적게 팔린 1위 곡이 되었다.

## 커버판 및 레퍼런스
비틀즈가 1958년부터 시작해 이 곡을 공연했으며(즉 쿼리멘 시절부터), 존 레논을 리드 보컬로 삼아 1960년까지 그래왔었다고 한다. 그렇지만 녹음물은 현존해 있지 않다. 쿼리멘의 렌 개리는 저서 《존과 폴과 나 - 비틀즈 이전의 이야기》(John, Paul & Me - Before The Beatles)에서 사실 1957년부터 이 곡을 공연하기 시작했다고 밝혔다.
퀸이 최소 1970년부터 고전 로큰롤 히트곡을 어른 메들리로서 이 곡을 공연해 왔다고 한다. 또한 1979년 크레이지 투어 및 1980년 정규앨범 《The Game》의 홍보투어 노스 아메리카 투어에서 개막 공연으로 공연했다.
장편영화 《블루스 브라더스》의 종막을 장식하는 곡이다. 1995년 영화 《캐스퍼》 및 2006년 텔레비전 애니메이션 영화 《리로이 & 스티치》에 삽입되었다.

## 인증
| 국가                       | 인증        | 판매량/출하량 |
| -------------------------- | ----------- | ------------- |
| 영국                       | —           | 985,500       |
| 미국 (RIAA)                | 2× 플래티넘 | 2,000,000^    |
| ^출하량을 기반으로 한 인증 |             |               |